# Prosopocera allaeri
Prosopocera allaeri är en skalbaggsart som först beskrevs av Stefan von Breuning 1976.  Prosopocera allaeri ingår i släktet Prosopocera och familjen långhorningar. Inga underarter finns listade i Catalogue of Life.